# Nura (rapperka)
Nura Habib Omer (* 24. prosince 1988 Kuvajt) je německá rapperka eritrejského původu. Je známá jako členka skupin Die toten Crackhuren im Kofferraum a SXTN. Od roku 2018, kdy se SXTN rozpadlo, se začala věnovat sólové kariéře.

## Diskografie

### Studijní alba
| Název         | Detaily alba                                                                                        | Nejvyšší pozice v žebříčku | Nejvyšší pozice v žebříčku | Nejvyšší pozice v žebříčku |
| Název         | Detaily alba                                                                                        | GER                        | AUT                        | SWI                        |
| ------------- | --------------------------------------------------------------------------------------------------- | -------------------------- | -------------------------- | -------------------------- |
| Habibi        | * vydáno: 29. března 2019 - vydavatel: JINX Music - formáty: Fanbox, CD, stahování hudby, streaming | 14                         | 37                         | —                          |
| Auf der Suche | * vydáno: 20. srpna 2021 - vydavatel: JINX Music - formáty: Fanbox, CD, stahování hudby, streaming  | 22                         | —                          | —                          |

### Singly

#### Jako vedoucí umělkyně
| Název                           | Rok  | Nejvyšší pozice v žebříčku | Nejvyšší pozice v žebříčku | Nejvyšší pozice v žebříčku | Album           |
| Název                           | Rok  | GER                        | AUT                        | SWI                        | Album           |
| ------------------------------- | ---- | -------------------------- | -------------------------- | -------------------------- | --------------- |
| „Auf der Kippe“                 | 2017 | —                          | —                          | —                          | Habibi          |
| „Babebabe“ (feat. SAM)          | 2018 | 74                         | —                          | —                          | Habibi          |
| „Chaya“ (feat. Trettmann)       | 2018 | 33                         | —                          | —                          | Habibi          |
| „Nackt“ (s Remoem)              | 2018 | 78                         | —                          | —                          | Singly bez alba |
| „SOS“ (with Remoe)              | 2019 | 56                         | —                          | —                          | Habibi          |
| „Was ich meine“                 | 2019 | 64                         | —                          | —                          | Habibi          |
| „Sativa“                        | 2019 | —                          | —                          | —                          | Habibi          |
| „Radio“                         | 2019 | 100                        | —                          | —                          | Habibi          |
| „Fortnite“                      | 2019 | —                          | —                          | —                          | Habibi          |
| „Kein Bock“                     | 2019 | —                          | —                          | —                          | Singly bez alba |
| „Interlude“                     | 2019 | —                          | —                          | —                          | Habibi          |
| „Ohne Sinn“ (feat. Bausa)       | 2019 | —                          | —                          | —                          | Habibi          |
| „Habibi“                        | 2019 | —                          | —                          | —                          | Habibi          |
| „Keiner hat gefragt“            | 2019 | —                          | —                          | —                          | Habibi          |
| „Wuppertal“                     | 2019 | —                          | —                          | —                          | Habibi          |
| „Laut“                          | 2019 | —                          | —                          | —                          | Habibi          |
| „Babe“                          | 2019 | —                          | —                          | —                          | Habibi          |
| „Comfort Zone“ (s Manuellsenem) | 2019 | —                          | —                          | —                          | Singly bez alba |
| „Fair“                          | 2021 | 26                         | —                          | —                          | Auf der Suche   |

#### Jako zahrnutá umělkyně
| Název                                                           | Rok  | Nejvyšší pozice v žebříčku | Nejvyšší pozice v žebříčku | Nejvyšší pozice v žebříčku |
| Název                                                           | Rok  | GER                        | AUT                        | SWI                        |
| --------------------------------------------------------------- | ---- | -------------------------- | -------------------------- | -------------------------- |
| „Wer hat das Gras weggeraucht“ (B-Tight feat. Nura)             | 2016 | —                          | —                          | —                          |
| „Echte Manner“ (AchtVier a Said feat. Nura)                     | 2016 | —                          | —                          | —                          |
| „Tripsitter“ (TaiMO feat. Nura)                                 | 2017 | —                          | —                          | —                          |
| „31er“ (Frauenarzt a Taktlo$$ feat. Nura)                       | 2017 | —                          | —                          | —                          |
| „Nutella“ (Spinning 9 a Kid Cairo feat. Nura)                   | 2017 | —                          | —                          | —                          |
| „Sonntag“ (Spinning 9 feat. Nura)                               | 2017 | —                          | —                          | —                          |
| „Temperamento“ (Sero feat. Nura)                                | 2018 | —                          | —                          | —                          |
| „Wenn ich will“ (Fruchtmax feat. Nura)                          | 2018 | —                          | —                          | —                          |
| „In Berlin“ (Bausa feat. Nura)                                  | 2018 | —                          | —                          | —                          |
| „Fokus“ (Jugglerz feat. Miami Yacine, Bausa, Nura a Joshi Mizu) | 2018 | 70                         | —                          | —                          |
| „36 Grad“ (Zugezogen Maskulin a Carsten Chemnitz feat. Nura)    | 2019 | —                          | —                          | —                          |
| „Verliebt in einen Gangster 2“ (18 Karat feat. Nura)            | 2019 | 23                         | 46                         | 73                         |
| „Sie ist geladen“ (Seeed feat. Nura)                            | 2019 | 88                         | —                          | —                          |

## Ocenění a nominace

### Výsledky
| Rok  | Ocenění            | Nominace               | Dílo   | Výsledek  | Ref.   |
| ---- | ------------------ | ---------------------- | ------ | --------- | ------ |
| 2018 | 1LIVE Krone Awards | Nejlepší ženský umělec | Osobní | vítězství | [ 6 ]  |
| 2018 | 1LIVE Krone Awards | Nejlepší nováček       | Osobní | nominace  | [ 7 ]  |
| 2019 | Hype Awards        | Ženský umělec          | Osobní | nominace  | [ 8 ]  |
| 2019 | Hype Awards        | Nováček                | Osobní | nominace  | [ 8 ]  |
| 2019 | Hype Awards        | Instagramový účet      | Osobní | nominace  | [ 9 ]  |
| 2021 | Bravo Otto Awards  | Národní Hip-hop        | Osobní | nominace  | [ 10 ] |